# 콤프 H's
콤프 H's(일본어: コンプヒロインズ 콤프 히로인즈[*])는 카도카와 쇼텐 발행의 애니메이션을 중심으로 한 미소녀캐릭터 잡지다. 2006년 6월 30일 발간. 2007년 3월 발매한 Vol.3 이후 대체로 격월간 간행되고 있다.
잡지명으로부터 알 수 있듯이 콤프틱의 자매잡지이지만, 2006년 12월의 월간 콤프에이스 월간화에 수반해 콤프틱의 증간 발행범위가 한때 사용할 수 없게 됨으로써 Vol.3과 Vol.4의 Newtype THE LIVE의 증간으로서 발행되고 있다.
본지의 특징으로서 근년 큰 화제를 일으킨 《스즈미야 하루히 시리즈》나 《러키☆스타》의 기사에 힘을 쓰고 있는 것을 들 수 있다. 덧붙여서, 그 밖의 카도카와가 관련된 작품은 취급의 규모가 작다. 또, 〈히로인의 초상(ヒロインの肖像)〉 등, 성우에 관한 코너도 많이 취급하고 있다(특히 히라노 아야에 관해서는 거의 매호 게재되고 있다).

## 표지 리스트
모두 《스즈미야 하루히 시리즈》나 《러키☆스타》의 등장인물이 표지가 되었다.
- Vol.1 스즈미야 하루히（스즈미야 하루히의 우울）
- Vol.2 스즈미야 하루히
- Vol.3 스즈미야 하루히 & 이즈미 코나타（러키☆스타）
- Vol.4 이즈미 코나타
- Vol.5 이즈미 코나타
- Vol.6 이즈미 코나타 & 히이라기 카가미（러키☆스타）
- Vol.7 이즈미 코나타 & 히이라기 카가미
- Vol.8 이즈미 코나타 & 히이라기 츠카사（러키☆스타）
- Vol.9 이즈미 코나타 & 이즈미 카나타（러키☆스타）

## 연재 작품
- 미야카와 가의 공복（요시미즈 카가미） - 《러키☆스타》의 외전격 작품. Vol.7부터 연재.

## 같이 보기
- 뉴타입
- 메가미 매거진
- 전격 아니마가(電撃アニマガ)